# IPhone 8
Pour les articles homonymes, voir iPhone (homonymie).
L'iPhone 8 et l'iPhone 8 Plus sont deux smartphones, modèles de la 11e génération d'iPhone d'Apple. Ils sont commercialisés le 22 septembre 2017, succédant aux iPhone 7 et iPhone 7 Plus.
Leur conception diffère légèrement de leur prédécesseurs, le boîtier arrière du téléphone est entièrement en verre et non plus en aluminium, la couleur or rose n'est plus en vente, les smartphones sont composés d'une charge inductive permettant de recharger en étant posé sur un socle, sans câble. Malgré tout l'iPhone ne comporte pas énormément de nouveautés et sert plutôt de pont entre l'iPhone 7 et le X.
Les critiques sont plutôt positives, félicitant l'ajout de la charge inductive ainsi que le nouveau processeur qui est plus rapide.

## Lancement
Le 31 août 2017, Apple invite la presse à une keynote au Steve Jobs Theater sur le campus Apple Park. L'événement se déroule le 12 septembre 2017.
Le 9 avril 2018, la firme américaine lance l'iPhone 8 avec une finition rouge et une façade noire, dans le cadre du partenariat avec Product Red, mettant en avant la campagne de collecte de fonds contre le sida.
Des versions reconditionnées des smartphones sont mises en vente depuis mars 2020 sur le site de la firme.

## Fin de commercialisation
Il est remplacé par l'iPhone SE 2, le 15 avril 2020.

## Composition

### Écran
Son écran est un écran Retina de 4,7 pouces avec une définition de 1 334 × 750 pixels tandis que l'écran de l'iPhone 8 Plus est plus grand mesurant 5,5 pouces.
Ils sont dotés de la fonction True Tone qui permet d'ajuster automatiquement l'écran en fonction de la lumière ambiante. Ils peuvent lire du contenu HDR et Dolby Cinema même s'ils ne disposent pas d'un écran HDR, en transposant le contenu sur l'écran tout en améliorant la gamme dynamique, le contraste et la gamme de couleurs par rapport au contenu standard.

### Appareil photo
L'appareil photo de 12 Mpx est doté d'une ouverture f/1,8, une mise au point automatique et une stabilisation d'image optique capable de capter des vidéos en 4K jusqu'à 60 images par seconde.
Un objectif grand angle avec un zoom numérique allant jusqu'à 10 fois sont ajoutés au 8 Plus, permettant d'améliorer les effets d'éclairage et la profondeur de champ du mode portrait.

### Processeur et mémoire

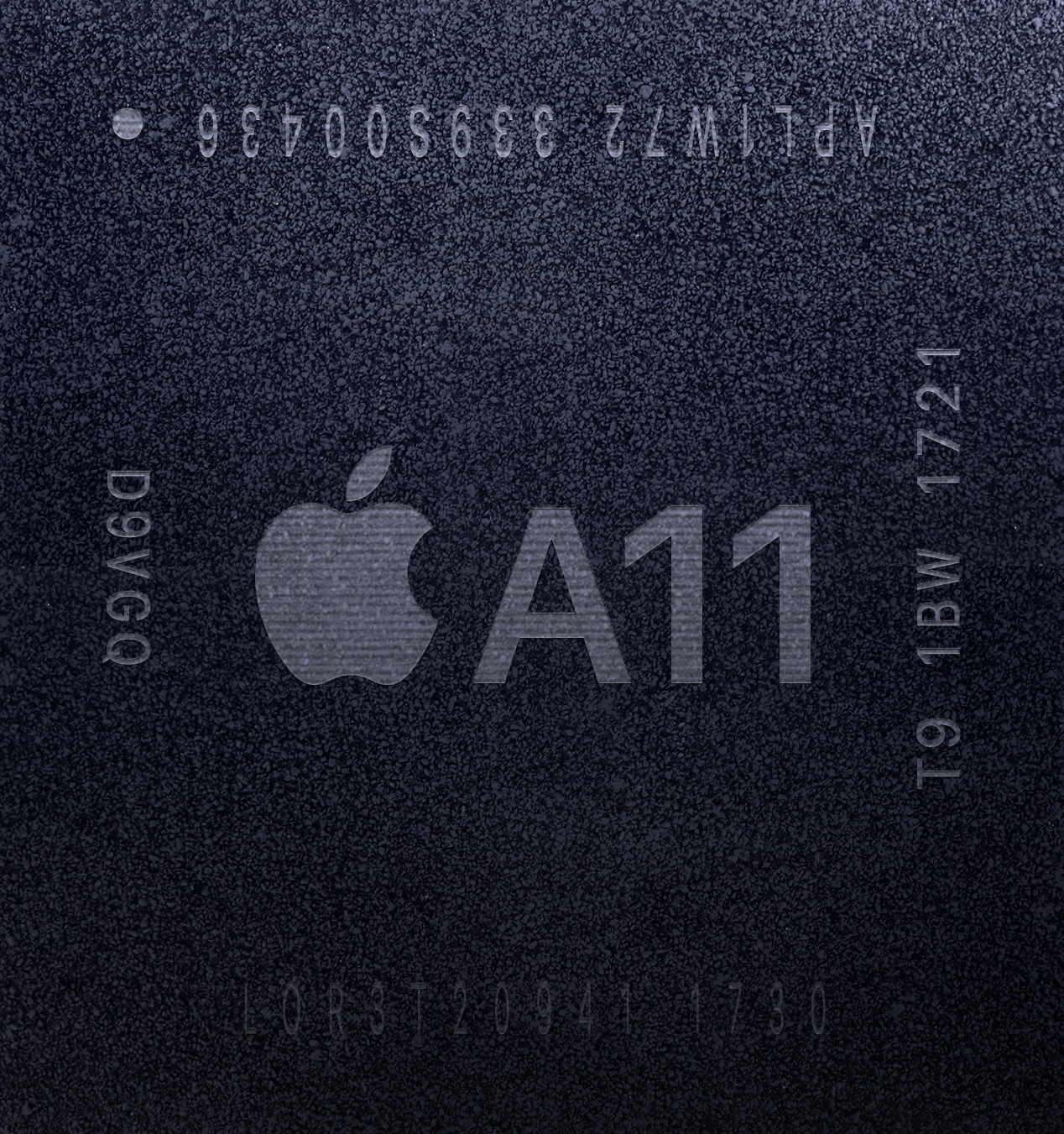
Vue de la puce Apple A11 Bionic utilisée pour l'iPhone 8 et l'iPhone X

Ils sont dotés d'un Système sur une puce Apple A11 Bionic, un processeur hexacoeur, composés de deux cœurs qui sont 10 % plus puissants et quatre cœurs qui sont 70 % plus puissants que l'Apple A10 Fusion présente sur les iPhone 7. Les téléphones sont également dotés d'une unité de traitement graphique, 30 % plus rapide que les précédentes, avec le même niveau de performance.
Les deux modèles sont dotés d'options de stockage de 64 Go, 128 Go et 256 Go.

## Conception
Les téléphones ont un dos en verre remplaçant le boîtier en aluminium des modèles précédents, ce qui permet l'utilisation de la charge inductive. Les téléphones sont classés IP67 pour leur résistance à l'eau et à la poussière.
Les deux modèles sont proposés dans les coloris or, argent ou gris sidéral. Une édition limitée en coloris noir et rouge, en partenariat avec Product Red, sont mis en vente le 9 avril 2018.
C'est le dernier modèle possédant un bouton « Home » en dehors des iPhone SE.
La conception de l'iPhone 8 sert de base pour l'iPhone SE 2 et iPhone SE 3,.

## Logiciel
Ils sont dotés de l'iOS 11 lors de leur commercialisation et peuvent supporter les iOS 12, 13, 14,15 et 16 qui est sa dernière version majeure d'iOS.

## Réception
Chris Velazco du site Engadget apprécie la rapidité du processeur, la qualité de fabrication et l'excellent appareil photo, tout en critiquant la conception qui rappelle les générations précédentes et les niveaux de résistance à l'eau limités par rapport aux concurrents.
Les appareils sont critiqués pour leur durabilité, car les tests de chute effectués montrent que le verre arrière n'est pas « le verre le plus résistant jamais utilisé dans un smartphone », comme le prétend la firme américaine.
John McCann, de TechRadar, apprécie le boîtier en verre malgré ses critiques sur le design général du téléphone. Il fait également l'éloge de l'appareil photo et qualifie la charge inductive d'ajout utile.

## Problèmes
Le 31 août 2018, Apple annonce qu'un très faible pourcentage des iPhone 8 commercialisés entre septembre 2017 et mars 2018 contiennent un défaut de fabrication de la carte graphique. Ce défaut concerne les modèles vendus en Australie, en Chine, à Hong Kong, en Inde, au Japon, à Macao, en Nouvelle-Zélande et aux États-Unis. Les appareils défectueux sont susceptibles de redémarrer de manière inattendue, d'avoir un écran figé, ne répondant pas, ou de ne pas s'allumer. Les utilisateurs dont l'appareil est défectueux, d'après leur numéro de série, peuvent faire remplacer gratuitement leur appareil par Apple. Ce problème n'affecte pas les iPhone 8 Plus.

## Impact environnemental
Selon un rapport d'Apple, le cycle de vie des smartphones, les iPhone 8 et iPhone 8 Plus dépensent environ 57 kg de CO2, dont 80 % pour la production. Ainsi, chaque gramme d'aluminium utilisé dans l'iPhone 8 génère 11 % d'émissions de gaz à effet de serre en moins que celui utilisé dans l'iPhone 7, et 83 % de moins que celui utilisé dans l'iPhone 6.